# Drosera dichrosepala
Drosera dichrosepala ist eine fleischfressende Pflanze aus der Gattung Sonnentau (Drosera). Sie wurde 1854 erstbeschrieben.

## Beschreibung

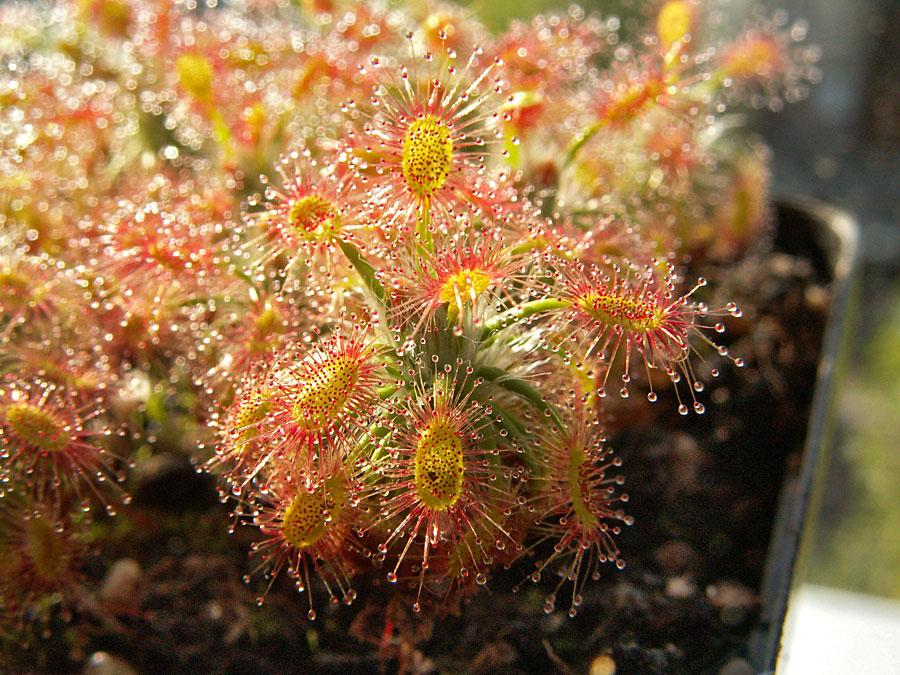
Drosera dichrosepala, Habitus (in Kultur)

Drosera dichrosepala ist eine mehrjährige, krautige Pflanze. Dieser stämmchenbildende Zwergsonnentau erreicht Wuchshöhen von etwa 2 bis 4 cm und einen Durchmesser von etwa 1,5 cm bis knapp 2 cm. Drosera dichrosepala bildet eine lange Pfahlwurzel aus, oberirdisch werden gelegentlich Stützwurzeln gebildet.
Die Wachstumszeit der Pflanze ist ab Mai bis Ende November/Anfang Dezember. Bei hohen Temperaturen bildet die Pflanze im Sommer Nebenblätter (Stipuli), die vor den Sonnenstrahlen schützen.
Die Petiolen sind etwa 0,5 cm lang. Die runden bis ovalen Fangblätter ebenfalls. Das Fangblatt besitzt (zwergsonnentautypisch) lange Randtentakel.
Am bis zu vier Zentimeter langen Blütenstängel stehen vier bis zwölf weiße oder pinkfarbene Blüten mit einem Durchmesser von knapp einem Zentimeter. Die fünf Kronblätter sind relativ schmal (3 mm lang und 1 mm breit). Die Blüte kann bis zu 3 Tage durchblühen (schließt sich auch bei Nacht nicht) und hat einen süßlichen Duft. Blütezeit ist September bis Oktober (also im australischen Frühling).
Zwergsonnentautypisch ist die Bildung von Brutschuppen: Die kreisrunden, relativ dicken Brutschuppen werden gegen Ende November bis Anfang Dezember in großer Zahl gebildet und haben einen Durchmesser von ca. 1,2 mm und eine Dicke von 0,8 mm.
Die Chromosomenzahl beträgt 2n = 12.

## Verbreitung, Habitat und Status

Verbreitung von Drosera dichrosepala in Australien

Die Art ist beheimatet im Südwesten Australiens, nördlich von Albany um den Mount Barker. Das Klima dort kann als mediterran bezeichnet werden, es zeichnet sich durch kühle, feuchte Winter (Temperaturen zwischen 10 und 20 °C, Niederschläge um 100 mm) und warme, trockene Sommer (Temperaturen zwischen 15 und 25 °C, Niederschläge um 50 mm) aus. Die Böden sind tonhaltig.

## Systematik
Neben der Nominatform existiert noch die Unterart Drosera dichrosepala subsp. enodes, die allerdings von Allen Lowrie als eigene Art, Drosera enodes, angesehen wird.
Der Name "dichrosepala" kommt aus dem Griechischen und bedeutet zweifarbige Kelchblätter (dikhros = zweifarbig; sepala = Kelchblatt).